# Leo Ploeger

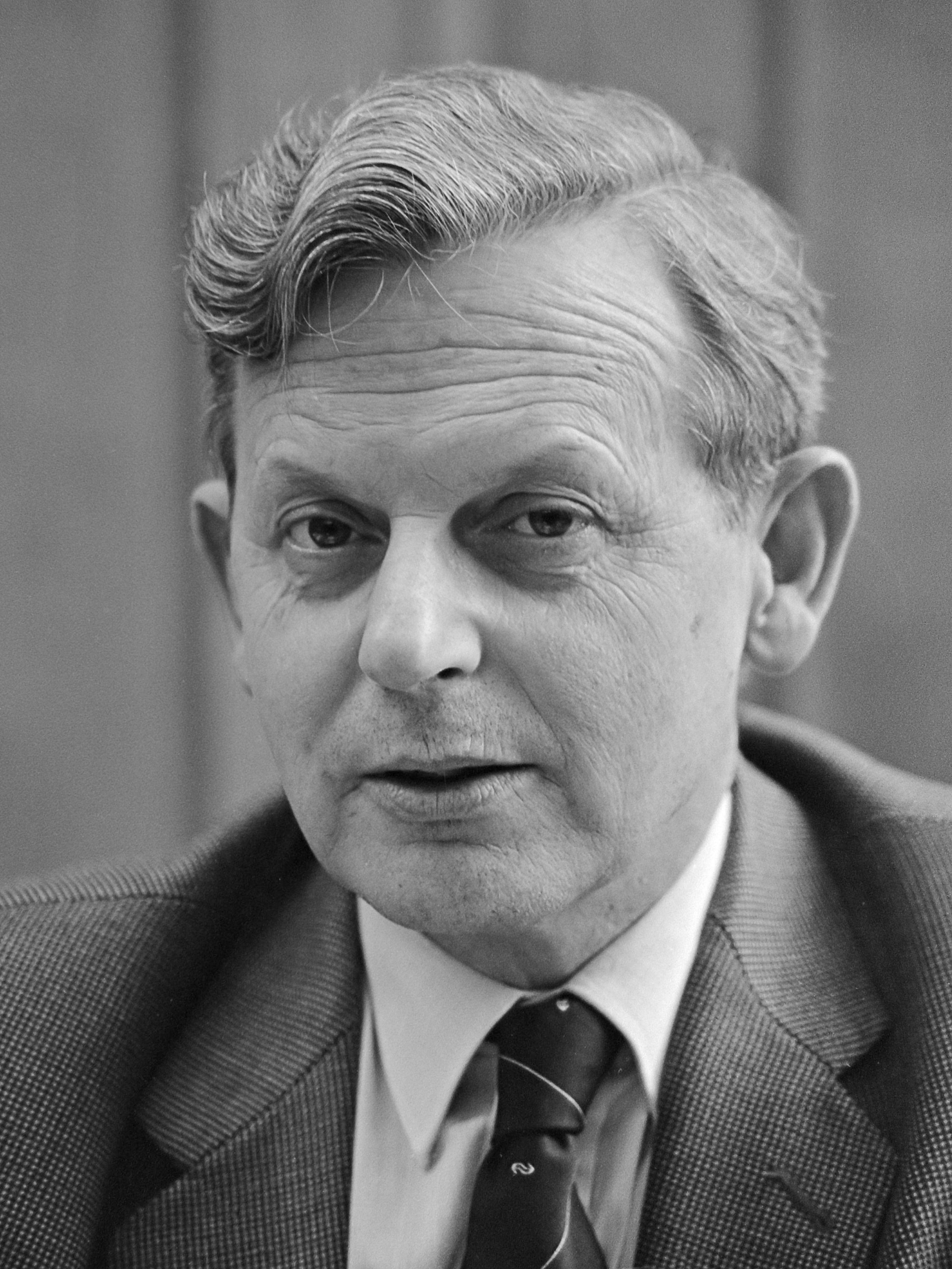
Leo Ploeger (1981)

Leonardus Frederikus (Leo) Ploeger (Arnhem, 19 mei 1930 – Zeist, 16 juni 2013) was een Nederlands bestuurder. Hij was onder meer president-directeur van de Nederlandse Spoorwegen.

## Levensloop
Ploeger studeerde sociologie in Amsterdam en kwam in 1958 te werken bij de Dienst Personeelszaken van de NS. In 1974 werd Ploeger secretaris van de directieraad en in 1977 directeur personeelszaken.